# Nevado del Huila
Nevado del Huila (IPA) /nɛˈvɑː.do dɛl ˈwi:.la/) je s 5.365 metri najvišji ognjenik v Kolumbiji, ki leži v departmaju Huila. Ognjenik je spal 500 let, leta 2007 pa se je v njem spet začelo seizmično delovanje. Prve znake delovanja so zabeležili 20. februarja 2007, do novembra 2008 pa so zaznali več kot 7000 manjših dogodkov v notranjosti ognjenika. V pričakovanju izbruha je bilo v štirih kolumbijskih departmajih (Cauca, Huila, Caldas ter Valle del Cauca razglašeno stanje pripravljenosti. Dva izbruha ognjenika sta sledila aprila 2007. Aprila 2008 je sledil še en izbruh, večji izbruh pa je sledil novembra 2008. 

### Izbruh novembra 2008
20. novembra 2008 ob 2:45 po greenwiškem času (20. novembra ob 21:45 po lokalnem času) je po poročilih Kolumbijskega inštituta za rudarstvo in geologijo ognjenik ponovno izbruhnil. Takoj je bila sprožena množična evakuacija, ki so jo začele izvajati kolumbijske oblasti, vendar pa naj bi po poročanjih prišlo do odpora prebivalstva v nekaterih mestih. Do takrat ni bilo poročil o žrtvah 23. novembra 2008 je BBC News, po uradnih poročilih kolumbijskih organov objavil novico, da je v izbruhu življenje izgubilo deset ljudi, 12.000 okoliških prebivalcev pa je bilo evakuiranih. Reševalne službe naj tudi ne bi mogle do nekaterih odrezanih naselij Izbruh je sprožil zemeljski plaz, ki je na svoji poti uničeval in poškodoval hiše, mostove in plantaže. V izbruhu so bila prizadeta tri manjša mesta ob reki Paez; Paicol, La Plata ter Belalcázar .